# Linfoma de Hodgkin
Linfoma de Hodgkin é um tipo de linfoma que se acredita ser o resultado de leucócitos do tipo linfócito. Linfomas são tumores de células sanguíneas com origem nas células linfáticas. Os sintomas mais comuns do linfoma de Hodgkins são febre, suores noturnos e perda de peso. Em muitos casos, verifica-se aumento de tamanho indolor dos gânglios linfáticos do pescoço, da axila ou da virilha. As pessoas afetadas podem-se sentir cansadas ou com prurido.
Cerca de metade dos casos de linfoma de Hodgkin são causados pelo vírus Epstein–Barr (VEB). Entre outros fatores de risco estão antecedentes familiares da doença e ser portador de VIH/SIDA. Existem dois tipos principais de linfoma de Hodgkin: linfoma de Hodgkin clássico (LHC) e linfoma de Hodgkin de predomínio linfocítico nodular. O diagnóstico é realizado através de exames aos gânglios linfáticos para a presença de células de Hodgkin, como células de Reed-Sternberg multinucleadas.
O linfoma de Hodgkin pode ser tratado com quimioterapia, radioterapia ou transplante de células estaminais hematopoiéticas. A escolha do tratamento depende em muitos casos do estádio do cancro e de existirem ou não características favoráveis. Quando é detectado em fases iniciais, em muitos casos a cura é possível. Nos Estados Unidos, a taxa de sobrevivência a cinco anos é de 86%. Em pessoas com menos de 20 anos de idade, a taxa de sobrevivência é de 97%. No entanto, a radioterapia e alguns fármacos usados na quimioterapia aumentam o risco de outros cancros, doenças cardiovasculares ou doenças pulmonares nas décadas seguintes.
Em 2015, cerca de 574 000 pessoas em todo o mundo tinham linfoma de Hodgkin's. No mesmo ano, a doença causou 23 900 mortes. Nos Estados Unidos, a doença afeta 0,2% da população em algum momento da vida. A idade de diagnóstico mais comum é entre os 20 e os 40 anos. A doença tem este nome em homenagem ao médico inglês Thomas Hodgkin, o primeiro a descrever a condição em 1832.

## Classificação
Classificação dos linfomas de Hodgkin com base na classificação histopatológica de Rye de 1966 (conferência em Rye, Nova York), adaptada à mais recente classificação para linfomas a REAL (Revised European American List)
Os linfomas de Hodgkin (doenças de Hodgkin) são classificados em dois tipos principais:
- Linfoma de Hodgkin clássico;
- Linfoma de Hodgkin predomínio linfocitário nodular (LHPLN).

### Linfoma de Hodgkin clássico
O linfoma de Hodgkin clássico apresenta os seguintes subtipos:
- Rico em linfócitos;
- Celularidade mista;
- Depleção linfocitária;
- Esclerose nodular;

### Linfoma de Hodgkin subtipo rico em linfócitos
A principal característica é a presença de grande quantidade de linfócitos, tendo mais ou menos um componente histiocitário; Presença de raros granulócitos; Presença de pequeno número de plasmócitos; Presença de células de Reed-Sternberg (CRS) pouco diferenciáveis e raras.Escassas fibrose e necrose.
Esse tipo apresenta um bom prognóstico, e também é conhecido como linfoma de Hodgkin com predominância linfocitária.

### Linfoma de Hodgkin subtipo celularidade mista
Em relação a celularidade é mista sem marcada presença de um determinado tipo; Grande número de típicas células de Reed-Sternberg; Pequena ou moderada fibrose; Pode-se encontrar necrose; Em relação aos outros subtipos acha-se plasmócitos neste subtipo com mais frequência.

### Linfoma de Hodgkin subtipo depleção linfocitária
Acetuada leucopenia; Às vezes presenças de numerosas células de Reed-Sternberg multinucleadas de aspecto essencialmente anormal.

### Linfomas de Hodgkin subtipo esclerose nodular
A principal características é a presença de nódulos de tecidos linfoides separados por faixas ordenadas de tecido conectivo colagenoso; Presença de raras células típicas de Reed-Sternberg; Presença de células anormais semelhantes as de Reed-Sternberg; Fibrose aumentada; Pode surgir zona de necrose.

## Sinais e sintomas
Os possíveis sinais e sintomas são:
- Geralmente começa no tórax (40%), ombros (15%), axilas (15%) ou pescoço (12%).
- Adenomegalia(linfonodos inchados) é a principal queixa constituindo o sintoma inicial em mais de 50% dos casos;
- Os linfonodos são móveis e de consistência elástica, maiores de 1.5-2.0 cm e duradouros. Eventualmente estão endurecidos pela fibrose(cicatrização) associada.
- A adenomegalia cervical é mais frequente (47% dos casos) juntamente com a cadeia ganglionar supraclavicular. Mas pode acometer qualquer sítio.
- Pode ocorrer infartamento ganglionar axilar (5% dos casos), inguinal (3% dos casos) ou generalizado (12% dos casos);
- Pode estar presente prurido(coceira) e dor nos linfonodos desencadeados pela ingestão de bebidas alcoólicas (característica da Doença de Hodgkin.) O prurido também é visto na policitemia vera.
- As lesões extranodais viscerais dos LH são menos comuns que na doença não-Hodgkin.
- Certas glândulas como mamas e tireóide podem ser atingidas;
- O comprometimento extranodal atinge principalmente: pulmões, fígado e a medula óssea.
- Os Sintomas B de valor prognóstico são: febre, sudorese noturna, perda de peso.
- A febre é causada pela liberação de interleucina-1 IL-1 tanto pelas células tumorais quanto pelas células do sistema imune do paciente assim como pela reação à neoplasia.

Não possui um padrão definido, geralmente cursa com dias de febre alta, alternados com dias sem febre. É a chamada febre de Pel-Ebstein.
- A perda ponderal de peso é devido à liberação de TNF-alfa (caquexina).
- Em cerca de 60 a 65% dos pacientes apresentam esplenomegalia(aumento do baço).

## Diagnóstico laboratorial
O diagnóstico laboratorial baseia-se no exame histológico do material obtido por biópsia de gânglio linfático, fragmento do baço, fragmento do fígado ou de qualquer outro órgão ou tecido. Na doença de Hodgkin o sangue periférico não apresenta achado específico.
Uma de suas principais características é a presença da clássica célula de Reed-Sternberg, que possui em geral citoplasma abundante, apresentando-se com dois núcleos e dois nucléolos grandes (um em cada núcleo) visualizadas em microscópio com a aparência de olhos de coruja.

## Epidemiologia
Entre 2008 e 2012 o número de novos casos de Linfoma de Hodgkin foi de 2,7 por 100.000 pessoas por ano, a incidência estava diminuindo a cada ano. O número de óbitos foi de 0,4 por 100.000 pessoas por ano. A mortalidade diminuiu muitos nas últimas décadas, em 2007 cerca de 88% dos pacientes sobreviviam mais de 5 anos com esse linfoma. É mais comum entre os 15 aos 44 anos e um pouco mais frequente no sexo masculino e entre brancos. Os Linfoma não-Hodgkin são 9 vezes mais comuns que os linfomas de Hodgkin, são mais frequentes em maiores de 50 anos e tem pior prognóstico com 70% de sobrevivência em 5 anos.

## Tratamento

### Quimioterapia
- Vários protocolos podem ser utilizados no tratamento quimioterápico dos linfomas de Hodgkin. Um dos primeiros protocolos, utilizados no tratamento de indivíduos com linfoma de Hodgkin, foi o MOPP. Nos dias atuais têm-se vários protocolos como o ABVD, o C-MOPPABV, o Stanford V, e o BEACOPP. Após os ciclos de quimioterapia o paciente pode ou não ter indicação da utilização da radioterapia, a depender de cada caso.

#### Protocolo MOPP
O protocolo MOPP é constituído pelas drogas: Mecloretamina, Vincristina, Procarbazina e Prednisona. A mecloretamina e a Vincristina (oncovin) são administradas por via intravenosa. A Procarbazina e a Prednisona são administradas por via oral.

#### Protocolo ABVD
O protocolo ABVD é constituído pelas drogas: Adriamicina  (Doxorubicina), Bleomicina, Vimblastina e Dacarbazina. As quatro drogas constituintes do protocolo ABVD, são administradas por via intravenosa.

#### Protocolo C-MOPPABV
O protocolo C-MOPPABV é constituído pelas drogas: Ciclofosfamida, Mecloretamina, Vincristina, Procarbazina, Prednisona, Adriblastina, Belomicina e Vimblastina. A Ciclofosfamida é administrada por via intravenosa.

#### Protocolo Stanford V
O protocolo Stanford V é constituído pelas drogas: Doxorrubicina, Vimblastina, Mostarda nitrogenada, Vincristina, Bleomicina, Etoposide e Prednisona. A Prednisona é administrada por via oral.

#### Protocolo BEACOPP
O protocolo BEACOPP é constituído pelas drogas: Bleomicina, Etoposido, Doxorrubicina, Ciclofosfamida, Vincristina, Procarbazina e Prednisona.